# مارغريتا كروك
مارغريتا كنوتسدوتر كروك (15 أكتوبر 1925 - 07 مايو 2001) ممثلة مسرحية وسينمائية سويدية، فازت بجائزة يوجين أونيل عام 1974. وفازت بجائزة الخنفساء الذهبية لأفضل ممثلة عام 1976 عن فيلم حرروا السجناء إلى الربيع. حصلت على نصاب إيليس عام 1995.